# 大橋 (大橋川)

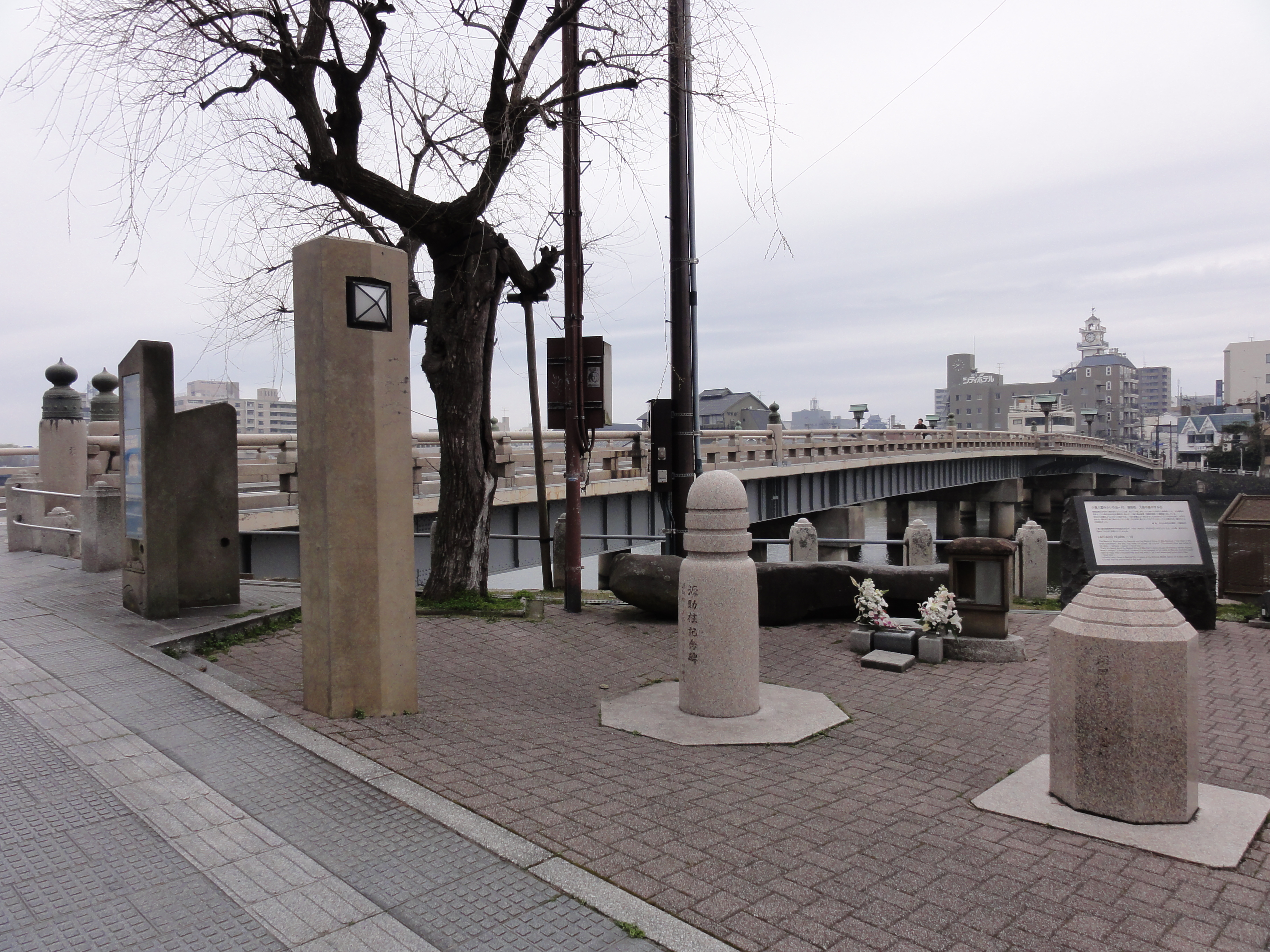
大橋の袂、大庭の石

大橋（おおはし）は島根県道261号母衣町雑賀町線上にある大橋川に架かる橋で、日本百名橋に選ばれた。松江大橋とも呼ばれる。

## 概要
今日ある橋は17代目にあたり、そのデザインは内藤伸が関わっている。1935年着工、1937年竣工。
工事中の1936年9月、この橋の現場監督である島根県技師の深田清が橋脚ケーソン内への落下物で事故死したことを追悼し、彼の胸像が第2橋脚に埋められている。また、初代の橋においては源助の人柱伝説があり、橋の南詰（源助公園）には2人の記念碑がある。

## 歴史
大山寺縁起によると、南北朝時代には当地に白潟橋という橋が架かっていたとされる。関ヶ原の戦いのころには、カラカラ橋という竹の橋が架かっていた。1607年、堀尾吉晴が松江城建築のために架橋工事を始め、翌年、初代にあたる153mの木の橋が完成する。北の末次と南の白潟の間にある唯一の橋として使われ、他の所属の船は南詰の渡海場（船着き場周辺）で必ず荷物を降ろさなければならなかった。
京極忠高が架け替えた（1637年）後、3代目（1660年）には元明、4代目（1685年）には玉大、5代目（1709年）には蓮台と名付けられた。14代目（1847年）では、正式名においても大橋となり、小泉八雲は「毒をもたないムカデのよう『知られざる日本の面影』」と表現した。15代目（1891年）では、近代的な鉄製トラス橋となった。16代目（1911年、鋼桁橋）完成の翌年、橋の北詰にはこの地方では初となる電信局が開設された。1929年（昭和4年）12月29日、発動機船が橋脚に衝突して床板が落下。1934年（昭和9年）3月16日にも同様の事故があり橋の中央部が陥落した。1937年（昭和12年）に今日ある橋が架けられた。